# Estonian Internet Foundation
Die Estonian Internet Foundation (Eesti) ist die staatliche Behörde Estlands für elektronische öffentliche Dienste und Informationen. Über ihr Portal bietet sie hunderte von e-Dienstleistungen unter einem Dach an und stellt ausführliche Informationen zu öffentlichen Dienstleistungen sowie den Kontaktstellen bereit.

Sie ist auch die staatliche Registrierungsstelle für Domains des Staates Estland. Ihre Aufgabe sind der Betrieb und die Verwaltung der Top-Level-Domain .ee sowie alle damit einhergehenden Aktivitäten.